# Chlöe Howl
Chlöe Howl, artiestennaam van Chlöe Howells,(4 maart 1995) is een Brits singer-songwriter. Zij bracht in 2014 haar debuutalbum uit via Sony Music en Columbia.

## Levensloop
Chlöe Howl is geboren in Engeland. Men zegt dat de ongewone umlaut op de o een fout is geweest van haar ouders. Haar vader komt uit Engeland en haar moeder uit Wales. Ze groeide op in Holyport, Berkshire. Op haar tiende verkocht ze haar eigen kerst-cd, om geld te krijgen voor haar school. In 2006, ze was toen 11, filmde ze een aflevering voor de muziekserie The Trollmates waar ze een zingende trol speelde. Ze werd in Schotland door iemand uit de industrie ontdekt. Als onderdeel van de TrollMates ging ze in augustus 2006 op promotietour door de Verenigde Staten. Hier ontmoette ze David Hasselhoff. Ze hebben in 2006 een concert gegeven op de Chinese Muur en in 2008 mochten ze optreden bij de Paralympics.
Howl verliet de school op haar zestiende en tekende een contract met Columbia Records. De jaren daarop werkte ze aan haar debuutalbum.

## 2013 - heden: debuutalbum
In juni 2013 bracht ze de video van No Strings uit. No Strings was onderdeel van de soundtrack voor de film Kick-Ass 2. Op 9 december 2013 verscheen haar tweede single, Paper Heart. Howl stond in het voorprogramma staan van Ellie Goulding bij een aantal van haar Europese shows in 2014. In maart 2014 verscheen Rumour, de derde single van haar debuutalbum Chlöe Howl.

## Discografie

### Studio-albums
| Titel      | Details                                                                      |
| ---------- | ---------------------------------------------------------------------------- |
| Chlöe Howl | - Verschenen: September - Label: Sony Music, Columbia - Format: download, cd |

### Ep's
| Titel       | Details                               |
| ----------- | ------------------------------------- |
| Rumour      | - Verschenen: 2013 - Format: download |
| No Strings  | - Verschenen: 2013 - Format: download |
| Paper Heart | - Verschenen: 2013 - Format: download |

### Singles
| Jaar | Titel        | Hoogste chartnoteringen | Hoogste chartnoteringen | Hoogste chartnoteringen | Album      |
| Jaar | Titel        | UK                      | FRA                     | POL                     | Album      |
| ---- | ------------ | ----------------------- | ----------------------- | ----------------------- | ---------- |
| 2013 | No Strings   | 176                     | 182                     | —                       | Chlöe Howl |
| 2013 | Paper Heart  | 143                     | —                       | —                       | Chlöe Howl |
| 2014 | Rumour       | 84                      | —                       | 4                       | Chlöe Howl |
| 2014 | Disappointed | —                       | —                       | —                       | Chlöe Howl |

### Muziekvideos
- 2013: No Strings
- 2013: Paper Heart
- 2013: I Wish I Could Tell You[4]
- 2013: Rumour[5]
- 2014: Disappointed

## Prijzen en nominaties
| Jaar | Prijs           | Categorie       |
| ---- | --------------- | --------------- |
| 2014 | BBC Sound of... | Sound of 2014   |
| 2014 | BRIT Awards     | Critic's Choice |